# Tomahawk (Wisconsin)
Tomahawk és una població dels Estats Units a l'estat de Wisconsin. Segons el cens del 2000 tenia 3.770 habitants.

## Demografia
Segons el cens del 2000, Tomahawk tenia 3.770 habitants, 1.527 habitatges, i 957 famílies. La densitat de població era de 195,6 habitants per km².
Dels 1.527 habitatges en un 30,3% hi vivien nens de menys de 18 anys, en un 49,1% hi vivien parelles casades, en un 10,5% dones solteres, i en un 37,3% no eren unitats familiars. En el 32,5% dels habitatges hi vivien persones soles el 16,2% de les quals corresponia a persones de 65 anys o més que vivien soles. El nombre mitjà de persones vivint en cada habitatge era de 2,36 i el nombre mitjà de persones que vivien en cada família era de 2,99.
Per edats la població es repartia de la següent manera: un 25,1% tenia menys de 18 anys, un 7% entre 18 i 24, un 27,1% entre 25 i 44, un 20,3% de 45 a 60 i un 20,5% 65 anys o més.
L'edat mediana era de 39 anys. Per cada 100 dones de 18 o més anys hi havia 87 homes.
La renda mediana per habitatge era de 33.986 $ i la renda mediana per família de 42.333 $. Els homes tenien una renda mediana de 36.042 $ mentre que les dones 20.625 $. La renda per capita de la població era de 17.277 $. Aproximadament el 7,1% de les famílies i el 7,9% de la població estaven per davall del llindar de pobresa.

## Poblacions més properes
El següent diagrama mostra les poblacions més properes.